# Кривцово (Окуловский район)
Кривцово — деревня в Окуловском муниципальном районе Новгородской области относится к Турбинному сельскому поселению.

## Географическое положение
Деревня Кривцово находится на западном берегу озера Кривцово, в 10 км к северо-востоку от деревни Мельница, в 9 км к югу от города Окуловка.
Деревня Кривцово расположена на Валдайской возвышенности, на территории северной части Валдайского национального парка.

## История
В 1773—1927 деревня (усадище) Кривцово находилась в Валдайском уезде Новгородской губернии. С начала XIX века до 1918 и в 1919—1924 относилась к Боровенской волости Валдайского уезда.
Деревня (усадище) Кривцово отмечена на картах 1788, 1826—1840.
В 1908 в деревне Кривцово было 20 дворов с 19 домами и населением 79 человек. Имелись часовня и усадьба Е. А. Шапошниковой.
В 1918—1928 Кривцово было центром Кривцовского сельсовета, в 1927 вошедшего в состав новообразованного Окуловского района.
Население деревни Кривцово по переписи населения 1926 года — 106 человек.
В 1928 Кривцовский сельсовет был упразднён, а деревня Кривцово вошла в Варгусовский сельсовет, с центром в деревне Варгусово.
В 1982 Варгусовский сельсовет был упразднён, а деревня Кривцово вошло в состав Турбинного сельсовета.

## Население
В 2002 — 19, в 2011 — 4.
| 2002 | 2009 | 2010 | 2011 |
| ---- | ---- | ---- | ---- |
| 19   | ↘3   | ↗4   | →4   |